# Марк Рока
Марк Рока (ісп. Marc Roca, нар. 26 листопада 1996, Вілафранка-дель-Пенедес) — іспанський каталонський футболіст, опорний півзахисник клубу «Реал Бетіс».

## Клубна кар'єра
Народився 26 листопада 1996 року в місті Вілафранка-дель-Пенедес. Вихованець юнацьких команд футбольних клубів «Барселона» та «Еспаньйол». 24 серпня 2014 року дебютував за «Еспаньйол Б» в поєдинку Сегунди Б проти «Льєйди». Всього в дебютному сезоні зіграв в 11 зустрічах дублюючої команди, у восьми — виходив у стартовому складі. 4 серпня 2015 року підписав контракт терміном до кінця сезону 2017 року. Сезон 2015/16 був твердим основним резервної команди і провів 34 зустрічі, в яких забив 3 м'ячі.
Перед сезоном 2016/17 відправився на збори з основною командою. 26 серпня 2016 року дебютував у Прімері поєдинком проти «Малаги», вийшовши у стартовому складі. Всього відіграв за барселонський клуб 121 матчів в усіх турнірах.
4 жовтня 2020 року Рока підписав 5-річний контракт з мюнхенською «Баварією». 16 жовтня провів перший матч за нову команду проти аматорського "Дюрена" (3:0) у Кубку Німеччини. Пізніше того ж місяця він дебютував і у Бундеслізі, вийшовши на заміну замість Сержа Гнабрі під час виїзної гри проти «Кельна» (2:1). Загалом іспанець провів у команді два сезони, ставши в обох чемпіоном Німеччини, але основним гравцем стати так і не зумів, зігравши лише 24 гри в усіх турнірах.
У сезоні 2022/23 Рока виступав за англійський «Лідс Юнайтед», але за його результатами команда вилетіла з Прем'єр-ліги, після чого опорний півзахисник був відданий в оренду на рік у «Реал Бетіс». Там Марк зіграв 37 матчів в усіх турнірах, де відзначився 4 голами та 3 результативними передачами, після чого влітку 2024 року іспанський клуб викупив гравця за 4,5 млн. євро.

## Виступи за збірні
2015 року дебютував у складі юнацької збірної Іспанії, взяв участь у 1 іграх на юнацькому рівні.
З 2018 року залучався до матчів молодіжної збірної Іспанії, у її складі поїхав на молодіжний чемпіонат Європи 2019 року в Італії.
28 грудня 2016 року Рока дебютував у невизнаній УЄФА та ФІФА збірній Каталонії в матчі проти Тунісу (3:3, 2:4 пен.).

## Статистика виступів

### Статистика клубних виступів
| Сезон                 | Команда               | Чемпіонат             | Чемпіонат | Чемпіонат | Національний кубок | Національний кубок | Національний кубок | Континентальні кубки | Континентальні кубки | Континентальні кубки | Інші змагання | Інші змагання | Інші змагання | Усього | Усього |
| Сезон                 | Команда               | Ліга                  | Ігор      | Голів     | Ліга               | Ігор               | Голів              | Ліга                 | Ігор                 | Голів                | Ліга          | Ігор          | Голів         | Ігор   | Голів  |
| --------------------- | --------------------- | --------------------- | --------- | --------- | ------------------ | ------------------ | ------------------ | -------------------- | -------------------- | -------------------- | ------------- | ------------- | ------------- | ------ | ------ |
| 2016–17               | «Еспаньйол»           | ПД                    | 25        | 0         | КІ                 | 1                  | 0                  | -                    | -                    | -                    | -             | -             | -             | 26     | 0      |
| 2017–18               | «Еспаньйол»           | ПД                    | 4         | 0         | КІ                 | 1                  | 0                  | -                    | -                    | -                    | -             | -             | -             | 5      | 0      |
| Усього за «Еспаньйол» | Усього за «Еспаньйол» | Усього за «Еспаньйол» | 29        | 0         |                    | 2                  | 0                  |                      | -                    | -                    |               | -             | -             | 31     | 0      |
| Усього за кар'єру     | Усього за кар'єру     | Усього за кар'єру     | 29        | 0         |                    | 2                  | 0                  |                      | -                    | -                    |               | -             | -             | 31     | 0      |

## Титули і досягнення
- Чемпіон Європи (U-21): 2019
- Переможець Клубного чемпіонату світу (1):

«Баварія»: 2020
- Чемпіон Німеччини (2):

«Баварія»: 2020/21, 2021/22
- Володар Суперкубка Німеччини (1):

«Баварія»: 2021